# 사쿠마 사토루
사쿠마 사토루(일본어: 佐久間 悟, 1963년 7월 7일 ~ )는 일본의 전 축구 선수, 감독이다.

## 구단 경력
그는 NTT 간토에서 활동했다.

## 지도자 경력
은퇴 후에는 NTT 간토(오미야 아르디자)의 코치를 거쳐, 2007년 8월 감독으로 취임하였다. 2011년, 2015년부터 2016년까지 방포레 고후에서 감독을 맡았다.